# Berndamerus eremuloides
Berndamerus eremuloides är en kvalsterart som först beskrevs av Berlese 1910.  Berndamerus eremuloides ingår i släktet Berndamerus och familjen Amerobelbidae. Inga underarter finns listade.